# Čabradský Vrbovok
Čabradský Vrbovok (in ungherese Csábrágvarbók) è un comune della Slovacchia facente parte del distretto di Krupina, nella regione di Banská Bystrica.